# Elena Holéczyová
Elena Holéczyová nata Hollá (Moravské Lieskové, 23 gennaio 1906 – Praga, 5 dicembre 1983) è stata un'artista tessile slovacca.

## Biografia
Era figlia di Jozef Hollý e di sua moglie Anna, nata Urbančíková.
Dal 1917 al 1922 frequentò i ginnasi di Bratislava e di Praga, città in cui proseguì gli studi dal 1922 al 1926 alla Scuole di arte applicata. Dal 1927 al 1929 fu disegnatrice della cooperativa di ricamo Detva di Bratislava; dal 1929 al 1948 fu artista indipendente a Brezno e dal 1956 si trasferì prima a Bratislava e poi a Praga, proseguendo la sua attività artistica.
Fu una personalità artistica versatile di significato fondamentale, oltre per l'arte tessile, anche per il merletto. Si dedicò anche alla scrittura di letteratura di settore e artistica. Come autrice drammatica presentò spettacoli radiofonici propri e adattamenti di opere altrui e scrisse sceneggiature cinematografiche. Adattò per la radio la popolare commedia popolare di suo padre Jozef Hollý Kubo. Fu autrice anche di lezioni radiofoniche sulla moda, sulla casa, sull'arte popolare e sull'industria artistica; realizzò costumi e preparazioni coreografiche per teatro e film. Dal 1945 fu membro dell'Unione degli artisti figurativi slovacchi.

## Riconoscimenti
- Nel 1976 lo Stato le conferì il titolo di artista nazionale.